# Dezentrale Konzentration
Die Dezentrale Konzentration (auch: punkt-axiales System) ist ein stadt- und raumordnerisches Leitbild. Es ist eines der derzeit dominanten raumordnerischen Konzeptionen in Deutschland.
Das Leitbild ist eine Weiterentwicklung aus Walter Christallers System der zentralen Orte. Im Gegensatz zu Christallers zentral-axialer Konzeption, bei der Entwicklungsschwerpunkte in Zentren und entlang von (Verkehrs-) Achsen liegen, ist der Fokus der dezentralen Konzentration weiter gefasst und bezieht nicht nur die Zentren selbst, sondern auch deren Peripherie mit ein. Das Konzept richtet sich vor allem an Wachstums- und Großstadtregionen und gibt einen Entwicklungsrahmen für die Stadt vor der Stadt. Schwerpunkt ist eine kompakte und durchmischte Siedlungsentwicklung mit differenzierten Vorgaben für die einzelnen Ringe einer Metropolregion.
Großräumig wird eine Dezentralisierung angestrebt, kleinräumig dagegen eine Konzentration. Dies bedeutet konkret, dass einerseits eine Konzentration des Bedeutungsüberschusses im System der zentralen Orte auf eine oder wenige Metropolen verhindert werden soll. Vielmehr sollen zahlreiche Zentren Kristallisationspunkte der gesellschaftlichen und wirtschaftlichen Entwicklung sein. Dies bedingt eine dezentrale Grundstruktur des Siedlungssystems. Andererseits sollen Siedlungsgebiete nicht dispers über die Landesfläche verteilt werden, weil dies zu einer ungesteuerten Zersiedlung der Landschaft führt und bei der Nutzung von Infrastruktureinrichtungen keine Synergieeffekte genutzt werden können. Vielmehr sollen in kleinräumiger Betrachtung die baulichen Nutzungen und Infrastruktureinrichtungen dennoch vorrangig in zentralen Orten „konzentriert“ werden. Dadurch soll Suburbanisierung kanalisiert und entstehende Infrastrukturprobleme aufgrund des Städtewachstums begrenzt werden.